# Escut de Capellades
L'escut oficial de Capellades té el següent blasonament:
Escut caironat: d'atzur, 2 capelles formades per 2 arcs sostinguts sobre una repeu per 3 columnes d'argent. Dins la de la destra una creu llatina d'or i dins la de la sinistra una corona reial d'or ressaltant sobre un ceptre flordelisat d'or en banda; les capelles acompanyades al cap d'un capell de capellà de sable. Per timbre una corona mural de vila.

## Història
Va ser aprovat el 23 de gener de 1989 i publicat al DOGC el 3 de febrer del mateix any amb el número 1102.
L'escut presenta tradicionalment diversos senyals parlants referits al nom de la vila: un capell de capellà i dues capelles, simbolitzades pels dos arcs, dins les quals hi ha una creu i una corona reial amb ceptre florit, en al·lusió, respectivament, al Crist i a la Mare de Déu.